# 中爪獸科
中爪獸科（Mesonychidae）是已滅絕的中等至大型的肉食性哺乳動物，是偶蹄目的近親。牠們首先出現於早古新世，於始新世開始衰落，並於早漸新世滅絕，最後的成員蒙古中獸屬。中爪獸科可能源於亞洲，當中最原始的Yangtanglestes是出現於早古新世。牠們在亞洲是非常的多樣化。由於其他食肉動物如肉齒目及踝節目較為稀少或已經消失，中爪獸科很有可能稱霸古新世亞洲的大型掠食者生態位。由古新世至始新世，有幾類如雙尖中獸、厚中獸及中爪獸從其祖先擴散至歐洲及北美洲，並演化成新的中爪獸科。牠们生活型态似巤狗。